# Hakol Over Habibi
Hakol Over Habibi foi a banda israelita que representou Israel no Festival Eurovisão da Canção 1981 com a canção Halayla. A banda era constituída por Shlomit Aharon, Kikki Rotstein, Yuval Dor e Ami Mendelman. É um dos mais importantes grupos musicais do país, mantendo ainda hoje a sua carreira, se bem que com um novo elenco.

## História
A banda foi formada em 1975, quando Amnon Branson produziu uma performance de canções da década de 1950, dirigida por Tzadi Tzarfati e sob a direção musical de Eldad Sharim. No show, Branzon combinou Aharon, que era o vocalista da banda Central Command, com Dor, Mendelman e Rothstein, que serviram juntos na banda do Corpo de Artilharia e se apresentaram como uma banda sob o nome de " The Nose and Throat Trio ". O nome da banda é mudado para "Everything Goes Habibi" da canção "Habibi" de Shmuel Fischer.
O grande sucesso do programa fez com que a união temporária fosse uma constante. Já em 1976, Naomi Shemer escreveu a canção "The Celebration Ends" especialmente para eles, que trancou a celebração de canto realizada naquele ano, que substituiu o Festival de Canto e Coral. Em 1979, a banda lançou uma sequência chamada "The Espresso Generation", que foi baseada em canções dos anos sessenta. Naquele mesmo ano, a banda recebeu uma oferta para participar do Festival Eurovisão da Canção com a canção " Hallelujah ", mas Aaron recusou depois de receber um choque elétrico durante as gravações. No lugar de "Everything Goes Habibi", uma banda de leite e mel foi formada que incluía Gali Atari e um trio de cantores, que ganhou a Eurovisão com ela, e mais tarde lançou muitos sucessos.
Em dezembro de 1979, a banda participou da canção No. 1 com a canção "Television" (letra: Yuval Dor, música: Yuval Dor e Ami Mendelman, arranjo: Eldad Sharim).
Em dezembro de 1980, a banda ganhou o primeiro lugar no No. 11 Children's Song Festival com a canção "Odni Yeled" (letra: Edna Peleg, música: Nimrod Tene, arranjo: Uri Karib).
Em março de 1981, quando Aharon estava em um estágio avançado de gravidez, a banda ganhou o primeiro lugar no pré-Eurovision com a canção " Tonight " (composta por Shuki Levy), e representou Israel na Eurovisão de 1981 e no próprio Festival Eurovisão da Canção ficou em sétimo lugar com a canção. Em dezembro daquele ano, a banda participou pela segunda vez consecutiva do festival de canção infantil nº 12 com a música "Samba's Party" (letra: Leah Shilon, melodia: Henry Barter, arranjo: Uri Karib). No mesmo ano, ela lançou um álbum de canções infantis "Still a Child", como o maior sucesso dele. As canções do álbum, além da música-tema, foram musicalmente produzidas por Kobi Oshrat.
Em 1982, o sexto álbum da banda "Songs" foi lançado, que incluía canções que a banda gravou entre 1980 e 1982. Entre as canções do álbum estavam canções de Naomi Shemer: "Give a Shoulder", "A Night at Achziv Beach", "On All These" e "The Celebration Ends", a novidade de "Lilac Flower", e a versão de "Romance", que os membros da banda escreveram e compuseram para Zvika Pick. Eldad Sharim, Uri Karib e Kobi Oshrat arranjaram as canções para o álbum. Já em 1982, uma noite de agradecimento foi realizada para o compositor Moshe Wilensky chamada A Bouquet of Anemones por Moshe Wilensky (e lançado como um álbum depois). A banda cantou a música "Autumn" no evento (letra: Samson Halafi). Em dezembro de 1982 a banda participou do Festigal No. 2 com a canção Suddenly Sad for Her Lyrics: Avi Koren Composer and Arrangement: Henry Barter.
No início de 1983, a banda lançou o álbum "Crossing the Border" produzido por Jaroslav Jakubowicz. O álbum, que contou com sucessos como "A Night in a Volume", "Accompany Me" e "Lost Legend", se destacou em uma linha mais nitidamente rochosa e jazzística, e contou com a influência de bandas como "Manhattan Transfer". As músicas do álbum foram amplamente tocadas nas rádios. As gravações do álbum incluíram Meir Israel e Ahrela Kaminsky na bateria e percussão, Alona Toral nos teclados, Ohad Inger no baixo, Gili Dor, Gary Eckstein e Haim Krio nas guitarras, Dario Malki no sintetizador, Jaroslav Jakubowicz no saxofone, flauta e lírica, e outros músicos. E em dezembro de 1983 daquele ano, a banda foi convidada no Festigal No. 3 com a música "Tomorrow the sun will rise" (letra: Mirit Shem-Or, música: Zvika Pick, arranjo: Eldad canta.
Em 1984, a banda fez o show "Tudo não vai bem", para marcar uma década de sua atividade. As músicas do show também foram gravadas para um álbum com esse nome. O show e o álbum incluíram canções de sucesso como "The Guest" ("Green Tene") e "A Sign We Have Not Arrived" escritas e compostas por Naomi Shemer e "Blues of the Rabbinical Stairs" composta por Yuval Dor com as palavras do jornalista Amnon Dankner.
Tentativas de continuar a banda para uma linha musical mais rochosa não foram bem-sucedidas, e o álbum "We'll Live and See", que eles lançaram em 1988, falharam comercialmente. Do álbum vieram as músicas de rádio: "There are no grapes in the vine", "We will live and see", "If many years" (nos três - letra: Natan Zach), "From another place", "Do not despise" (letra de Rachel Shapira). As canções do álbum foram musicalmente produzidas por Mickey Gavrielov. No final da década de 1980, Aaron se aposentou da banda em favor de uma carreira independente. Aaron foi substituído por Etty Carey, que se apresentou com a banda em Israel, em muitos programas de TV, e no exterior por cerca de 5 anos. Mais tarde, ela foi substituída por Etty Carey Sharona Nestovich, com quem a banda foi lançada no início de 1998. O álbum "Who Talks About Love", que fracassou comercialmente, mas deixou um sucesso, a música-tema, bem como o remake de "Let's Not End Tonight". Os membros da banda escreveram e compuseram a maior parte do álbum, arranjado por Viroslav Jakubowicz. Essa composição com o solista Nestovich também não deu certo. Em 2002, a banda encerrou suas atividades, além de apresentações pontuais e especiais.
No inverno de 2006, após um longo hiato, os membros da banda original, juntamente com Aharon, retornaram para uma turnê por Israel, mais uma vez dirigida por Tzadi Tzarfati.
Em 2012, os membros da banda retornaram para uma turnê, com Yuval Dor substituído por Moshe Siman Tov. O novo espetáculo, "Longing for Naomi Shemer", na produção musical de Assaf Amdursky, inclui uma apresentação de Israel Gurion, Assaf Amdursky e Ohad Hitman, bem como uma orquestra de acompanhamento.

## Álbuns
2013 (Yuval Dor foi substituído por Moshe Siman Tov)
- Everything Passes Habibi, 1975
- 50s hits in Israel and around the world, 1975
- Songs Outside the Show, 1977
- The Espresso Generation, 1979
- Still a Child, 1981
- Poems, 1982
- Crossing the Border, 1983
- My favorite on stage, 1984
- We will live and see, 1988
- Habibi Meitav, 1989 [Coleção]
- Classic, 1997 [Coleção]
- Who Talks About Love, 1998
- Shlomit Aharon and Everything Passes Habibi - the joint show, 2007
- The Best, 2009 [Coleção]